# Sekrety życia. Kalendarz poetycki
Sekrety Życia. Kalendarz poetycki – poemat Juliusza Erazma Bolka napisany w 1995 roku i opublikowany po raz pierwszy w roku 2000 w Dębicy przez Prografix w formie kalendarza ściennego na 2001 rok ilustrowanego minimalistycznymi grafikami Joanny Czernieckiej.
Poemat składa się z dwunastu części, z których każda ma nazwę od kolejnego miesiąca roku.  Autor podzielił życie człowieka na dwanaście etapów – od narodzin do śmierci i przyporządkował je kolejnym miesiącom. Całość utworu charakteryzuje witalność. Poemat stanowi apoteozę życia jako najwspanialszego daru. Uwagę zwraca, że afirmacja dotyczy również ostatnich etapów życia człowieka, włącznie ze śmiercią, która jest traktowana jako coś naturalnego i pozytywnego.
Poemat jest uważany za jedno z najważniejszych osiągnięć literackich Juliusza Erazma Bolka. Został przetłumaczony na ponad 30 języków świata, również na gwary. Stanowił artystyczną inspirację dla innych artystów takich jak Luiza Kwiatkowska, Franciszek Maśluszczak czy Aneta Socha. Poemat był interpretowany przez aktorów m.in.: Krzysztofa Kolbergera, Annę Samusionek, Marię Gładkowską, Macieja Rayzachera, Wojciecha Siemiona i Andrzeja Ferenca. Niektóre interpretacje zostały zdokumentowane i są dostępne na  www.youtube.com. Dotychczasowy nakład wszystkich publikacji w jakich został wydrukowany wynosi 40.000 egzemplarzy. „Sekrety Życia” zostały włączone do projektu translatorskiego Pokonać wieżę Babel.
Premiera poematu miała miejsce 11 grudnia 2000 roku w Teatrze Małym w Warszawie. Cały utwór włącznie z ilustracjami Joanny Czernieckiej został zanimowany i wyświetlony na scenie w trakcie pokazu „dźwięk i światło”. Była to prawdopodobnie pierwsza na świecie prezentacja poezji przy wykorzystaniu światła laserowego. Publikacja zyskała uznanie środowiska plastycznego i wydawnictwo zostało włączone do Vidicalu Międzynarodowego Konkursu Kalendarzy i Kart Świąteczno-Noworocznych. 
Wiosną 2001 roku „Sekrety Życia” ukazał się w formie książkowej. Ze względu na bardzo duże gabaryty, publikacja została uznana za największy tom wierszy i w tej kategorii ustanowiła rekord Guinnessa. W 2004 roku „Sekrety Życia” zostały wydane w wersji miniaturowej, tzw. boodybooku, formie opatentowanej przez autora, która pozwala książkę powiesić na szyi. To wydanie poematu zostało opatrzone zwrotem „na szczęście” aby spełniać formę talizmanu. 
W styczniu 2010 roku poemat został wystawiony postaci trójwymiarowych prac graficznych, których autorką była Luiza Kwiatkowska, w arkadach Pałacu Młodziejowskich w Warszawie. Prace zostały wykonane drukiem lentykularnym, dzięki pomocy Muzeum Książki Artystycznej w Łodzi. Według szacunków organizatorów wystawę obejrzało 200.000 osób. Jesienią 2010 roku ekspozycja została zaprezentowana w Muzeum Literatury im. Adama Mickiewicza w Warszawie. Na wernisażu poemat zaprezentował Krzysztof Kolberger. Był to ostatni publiczny występ aktora. W listopadzie 2010 roku powstała wystawa „Sekrety Życia. Kalendarz poetycki. – Podróże po Azji południowo-wschodniej” w realizacji Anety Sochy, która dokonała własnej interpretacji poematu ilustrując poszczególne części poematu własnymi zdjęciami. W 2013 roku ukazało się polsko-angielskie wydanie poematu zawierające ilustracje Franciszka Maśluszczaka.